# DeSmogBlog
DeSmogBlog是一个关注全球变暖相关话题的博客，成立于2006年1月。DeSmogBlog反对所谓的“资金充足、组织严密的公共关系运动”和全球暖化否定说，称其正在“毒害”地球暖化的争议。该网站由加拿大不列颠哥伦比亚省温哥华一家公关公司的总裁詹姆斯·霍根联合创办。

## 内容

### 使命和读者
该博客于2006年1月由公共关系公司的总裁詹姆斯·霍根、罗斯·盖尔布斯潘等人联合建立。在2007年2月接受《温哥华太阳报》（Vancouver Sun）采访时，霍根表达了他对行业利益的愤怒，他认为这些利益误导了公众对全球气候变暖的科学理解。他将这种所谓的对事实的歪曲称为“最肮脏的公共关系”。Hoggan利用他的公共关系技巧开了一个博客，这个博客将“清除笼罩在气候变化科学上的公共关系污染”，揭露他认为不道德的组织和个人。这一博客自称其曝光了在媒体中歪曲全球变暖事实的专家，通过调查其科学背景、资金来源和行业利益背景来揭露其言论的可信度。该网站最初的目标受众是加拿大人，但现在受众面向全球全球，亦开始在全球范围内参与相关报道。
网站撰稿人协助网站员工，调查网站列出的反气候变化虚假草根组织或水军营销团体。网站认为这些组织直接或间接收受反对气候变化立法的相关行业资助，称这些组织中包括科学之友、自然资源管理项目、全球气候联盟和国际气候科学联盟。该网站将反气候变化的个人列入该网站的“否认数据库”（Denial Database），并附有他们所属行业的信息和职业履历。在《金融郵報》的一篇专栏文章中，加拿大环保人士劳伦斯·所罗门则称这个组织是“专门为了诋毁怀疑论者而建立的”。
在《环球邮报》2007年的一篇报道中，詹姆斯·霍根指出，该网站来自卡尔加里、访问该网站最频繁的人来自渥太华和华盛顿特区。

### 知名文章及媒体的提及
2006年，自称是“气候及相关科学领域的权威专家”联署了一封公开信反对加拿大政府的气候变化应对计划。该网站调查分析了其联署人之后，对此做出回应，指出调查过的联署人中几乎没有在同行评审期刊上发表过关于此主题的研究，并且（或者）其本人与化石燃料行业有联系。
DeSmogBlog批评《金融邮报》编辑兼专栏作家特伦斯·科克伦，称他阻碍了加拿大在气候变化和环境保护立法方面的进展。作为回应，特伦斯·科克伦批评了创始人霍根和这一网站，指责其服务于企图借排污交易赚钱的大公司。
《卫报》引用了乔治·蒙比奥的博客，引用了该网站的一项研究，该研究显示，2008年“提出‘人为全球变暖是一场骗局或谎言’的网页数量增加了一倍多”。在另一篇专栏文章中，蒙比奥提到DeSmogBlog发布了一段视频，批评安东尼·沃茨的博客Watts Up With That，说后者因版权问题已经从YouTube上删除了这段视频。蒙比奥也提到了DeSmogBlog试图揭露石油、煤炭和电力公司操纵媒体对气候变化的看法。

### 哈特兰研究所文档
2012年2月，DeSmogBlog发布了一些内部文件，这些文件据称来自自由主义智库哈特兰研究所。哈特兰研究所网站上的一份声明称：“这些文件中有一些是从哈特兰偷走的，至少有一份是伪造的，还有一些可能被篡改了……这些文件的真实性尚未得到证实。”文件发布几天后，博主、记者梅根·麦卡德尔在《大西洋》杂志的网站上对DeSmogBlog的一篇博客文章发表评论，称其中一份名为“2012年哈特兰气候战略”（2012 Heartland Climate Strategy）的備忘錄很可能是伪造的，理由是这份文件是一份扫描件，其中包含的元数据显示为美国西海岸太平洋时区。DeSmogBlog回应说，他们“没有证据以支持‘哈特兰关于战略文件是伪造的’的说法”，然后引用了麦卡德尔的一些文章。麦卡德尔则称DeSmogBlog对他所说的内容“进行了严重的歪曲”。
2012年2月20日，彼得·格莱克在《赫芬顿邮报》上发表声明，解释说他在邮件中收到了一份匿名文件，其中似乎包含了哈特兰气候战略文件的一些细节。他承认“以他人的名义”向该研究所索取、接收其他材料，称自己的行为是“我个人、职业判断和道德的严重失误”。

## 创始人和员工
该网站的联合创始人詹姆斯·霍根是温哥华公关公司的总裁、大卫·铃木基金会主席、达赖喇嘛和平与教育中心理事。他是2009年出版的《气候变化的掩盖：否认全球变暖的运动》（Climate Cover-Up: The Crusade to Deny Global Warming，ISBN 978-1-55365-485-8）一书的作者，书中批评否认全球变暖的行为和阴谋论。消息人士没有透露该网站的其他联合创始人。
该网站称约翰·列斐伏尔为其捐赠者。该博客的长期贡献者包括罗斯·盖尔布斯潘和理查德·利特莫尔（Richard Littlemore）。后者是一位科学作家，曾供职于《温哥华太阳报》。该网站的项目经理曾是凯文·格兰迪亚（Kevin Grandia），他离职后成为绿色和平组织（Greenpeace）的网络战略主管。截至2018年，该网站目前由布兰登·德梅尔（Brendan DeMelle）管理。

## 荣誉
2007年12月，该网站受到了加拿大公共关系协会（Canadian Public Relations Society）在不列颠哥伦比亚省的三个分会——温哥华分会、维多利亚分会和乔治王子城分会——的认可。后者向DeSmogBlog颁发奖项，以表彰其“在完成杰出工作时表现出最高的道德和专业水准”。网站联合创始人霍根在获奖后的新闻发布会上表示，该网站浏览量达到52万人次，24家媒体引用了该网站的消息来源，4500多个博客提及其内容。据新闻稿称，该博客是由维多利亚、温哥华和乔治王子城的记者和公共关系专业人士组成的评审团评选出来的。
2011年6月，《时代》杂志将DeSmogBlog评为“2011年度最佳博客”之一。